# Gare de Cochrane
La  gare de Cochrane à Cochrane est le terminus de trois des quatre lignes du Chemin de fer Ontario Northland.

## Histoire

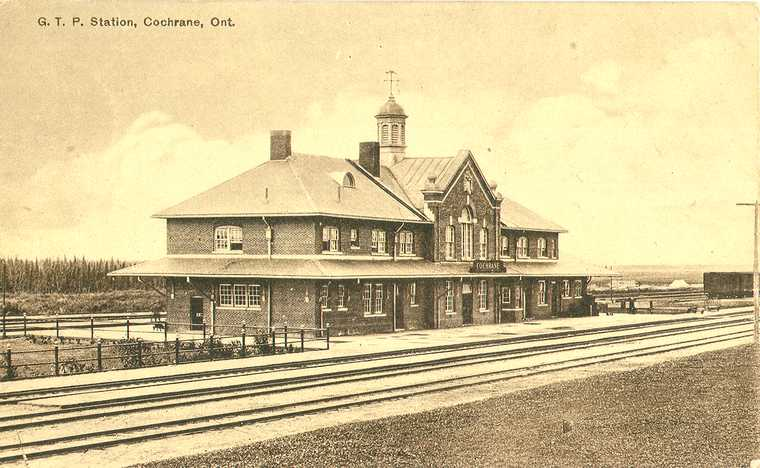
La gare de Cochrane à l'époque du Grand Tronc.